# Thomas Dundas (2e comte de Zetland)
Thomas Dundas, 2e comte de Zetland, né le 5 février 1795 à Londres et mort le 6 mai 1873, est un noble et un homme politique britannique.

## Biographie
Né à Marylebone, Londres, fils aîné de Lawrence Dundas (1er comte de Zetland) et de sa femme Harriet Hale, il fait ses études à Harrow et au Trinity College, à Cambridge. En 1818, il est élu député whig pour l'ancien siège de son père et grand-père à Richmond, devenant représentant pour York douze ans plus tard. En 1835, il revient au Parlement comme député de Richmond et, quatre ans plus tard, succède à son père comme second comte de Zetland.
Comme son père, un franc-maçon éminent, Lord Zetland est le grand maître de la Grande Loge unie d'Angleterre de 1844 à 1870. Il est un membre senior du Jockey Club et remporte le Derby d'Epsom et St Leger Stakes avec son cheval Voltigeur en 1850.
L'année de son accession au comté, il est nommé Lord Lieutenant et Custos Rotulorum de la North Riding of Yorkshire et devint en 1861 Chevalier du Chardon. Il démissionne de l'ordre après avoir été fait chevalier de la jarretière en 1872 et meurt l'année suivante à Aske Hall, dans le Yorkshire.
Il épouse, le 6 septembre 1823, Sophia Jane, fille de Hedworth Williamson, baronnet. Son neveu Lawrence Dundas (1er marquis de Zetland), fils de son frère John Dundas (1808-1866) lui succède.